# Дом купца Н. Г. Бабикова
Дом Н. Г. Бабикова — особняк в историческом центре Екатеринбурга, памятник архитектуры, расположен по адресу: улица Розы Люксембург, дом 1. Название получил по имени первого из владельцев здания, предпринимателя Николая Григорьевича Бабикова.

## Архитектура
Особняк представляет собой двухэтажное здание из красного профилированного кирпича. В плане здание представляет собой прямоугольник, угол которого, выходящий на пересечение улиц Розы Люксембург и Малыешва, срезан и служит архитектурно-художественным акцентом в объемно-планировочном решении. Главный вход расположен на срезанном угле, на втором этаже, над входом, расположен балкон, угол венчается шатровым верхом.

## История
В 1889 году участком, на котором в настоящее время расположен дом Бабикова, владела купчиха Ф. М. Мамаева. На участке находились полукаменный дом, четыре флигеля, баня и службы. В конце XIX века участок приобрел купец Н. Г. Бабиков. Дом был построен в 1899 году по проекту архитектора Юлия Осиповича Дютеля в кирпичном стиле с элементами готики. В начале XX века Н. Г. Бабиков разорился, и его дом и магазин перешли купцу Мефодию Васильевичу Топорищеву, который сохранил профиль магазина, продолжив торговать в нём дорогими продуктами: икрой, сёмгой, сырами, изысканными колбасами и винами.
C 1975 г по настоящее время в доме расположен Свердловский областной кожно-венерологический диспансер. В 1996 со стороны ул. Малышева был сделан двухэтажный пристрой.